# Galium baeticum
Galium baeticum é uma espécie de planta com flor pertencente à família Rubiaceae. 
A autoridade científica da espécie é (Rouy) Ehrend. & Krendl, tendo sido publicada em Bot. J. Linn. Soc. 68: 270 (1974).

## Portugal
Trata-se de uma espécie presente no território português, nomeadamente em Portugal Continental.
Em termos de naturalidade é endémica da Península Ibérica.

## Protecção
Não se encontra protegida por legislação portuguesa ou da Comunidade Europeia.